# George Eliot
För andra betydelser, se George Elliot.
Mary Anne Evans, även "Mary Ann" eller "Marian", mer känd under författarnamnet George Eliot, född 22 november 1819 nära Nuneaton, Warwickshire, död 22 december 1880 i Chelsea, London, var en brittisk romanförfattare, journalist och översättare. Under sin levnad var hon, tillsammans med Charles Dickens, Storbritanniens mest berömda författare.[källa behövs]

## Biografi

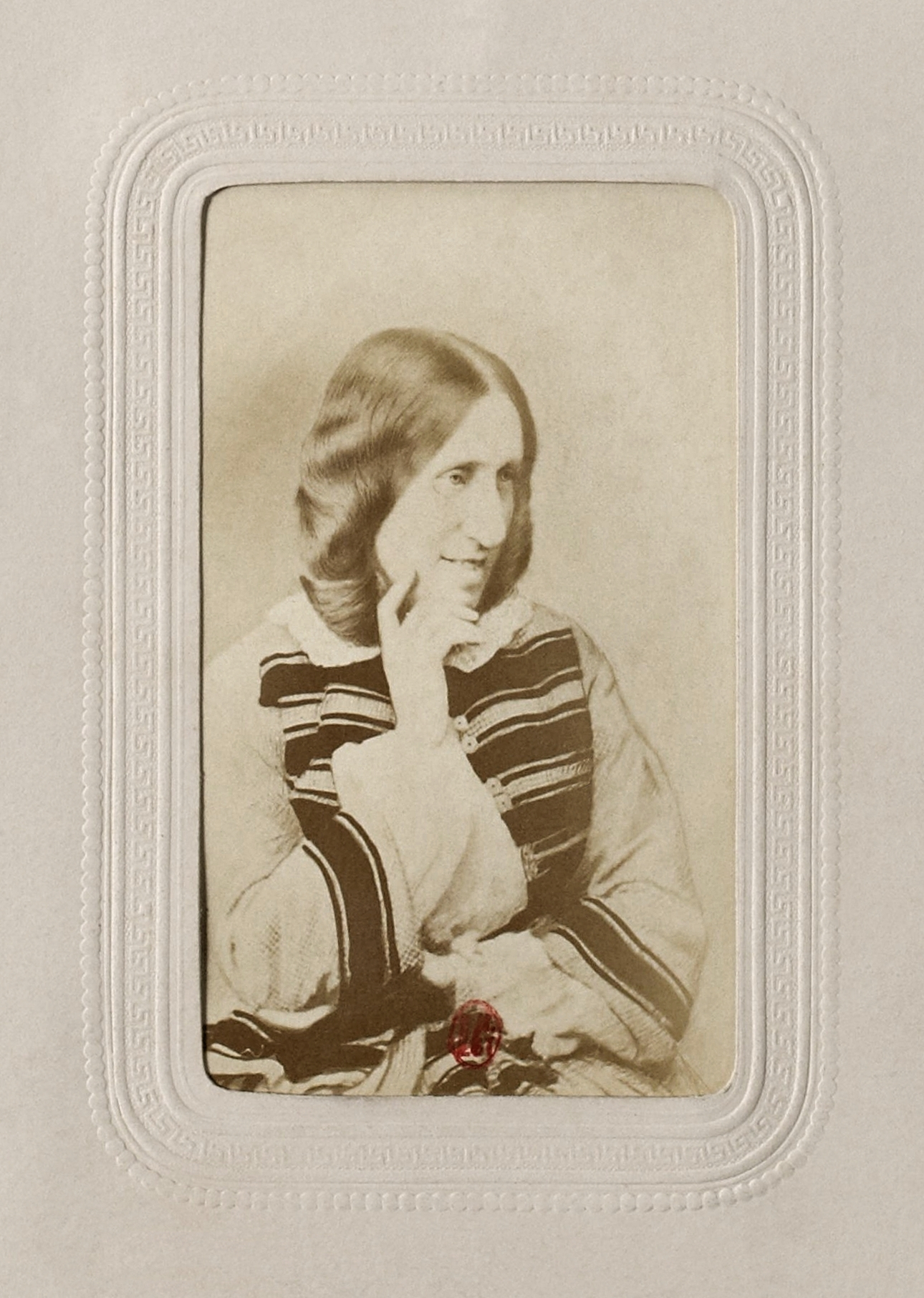
George Eliot c:a 1865.

Mary Anne Evans föddes samma år som drottning Viktoria, och hennes tid sammanföll med den viktorianska epoken. Hennes far var en välbärgad borgare som gjort sig respekterad i deras lilla samhälle som godsförvaltare, och hon fick en litterär uppfostran som anstod en kvinna i hennes position. Under ungdomen började hon dock intressera sig för liberal teologi. När modern dog, tog Mary Anne Evans hand om familjen. 1850 publicerade hon en essä i Westminster Review, som grundats av James Mill och Jeremy Bentham 1824; detta var den mest välrenommerade radikal-filosofiska tidskriften. Hon flyttade till London efter faderns död 1851. Hennes fortsatta bidrag till tidkriften var litterära och filosofiska essäer, bland annat översättningar av Ludwig Andreas Feuerbach. Så småningom blev hon redaktör där. Där utvecklade hon sin estetiska hållning. 
Vändpunkten i hennes liv var 1854, då hon rymde till Tyskland med författaren George Henry Lewes som var gift och hade två söner. Hans äktenskap upplöstes aldrig; när de återvände till London efter några månader fortsatte dock han och Mary Anne Evans att leva tillsammans. Deras hem blev en litterär salong av betydelse, och det var han som uppmuntrade henne till att skriva sin första roman. Scenes of Clerical Life  kom ut 1857, och hon valde en pseudonym som påminde om hennes förebild, George Sand. 
När George Lewes avled 1878 hade han levt tillsammans med Mary Anne Evans i 24 år. Två år därefter gifte hon om sig med en 21 år yngre man, John Walter Cross, men avled själv redan efter åtta månader som gift kvinna.

## Författarskap
George Eliots romaner brukar klassificeras som realistiska och viktorianska. I mycket påminner hon om Charlotte och Emily Brontë; det är ungefär samma landsbygdsmiljö och medelklass de skildrar. I flera avgörande stycken är dock skillnaderna påfallande. George Eliot har större variation i sina romaners handling. Romola är en historisk roman från Florens, Daniel Deronda handlar om sionismen. Scenes of Clerical Life, Silas Marner, Adam Bede, Middlemarch, The Mill on the Floss kännetecknas av de folklivsskildringar som Eliot blivit berömd för. Flera romaner har en man som berättare, så till exempel Adam Bede och När slöjan lyftes. Den senare är en kort roman om att älska fel person, den förra om en vävares öde och dubbelmoral i kristliga samfund.